# فيروز أباد (دشتاب)
فیروز أباد (بالفارسية: فیروزآباد) هي قرية تقع في إيران في قسم دشتاب الريفي.